# Paul Burani
Œuvres principales
François les bas-bleus (1883)
La Fauvette du Temple (1885)
Le Roi malgré lui(1887)
Paul Burani est un auteur dramatique, librettiste, chansonnier et journaliste français né le 26 mars 1845 à Paris 2e et mort le 9 octobre 1901 à Paris 10e.

## Biographie
De son vrai nom Paul Urbain Roucoux, il naît le 26 mars 1843 à Paris de Pierre Roucoux et Julie Sévrier. Entré d'abord dans l'enregistrement, il fait une brève carrière d'acteur au théâtre de Belleville et en province, puis dirige le journal Le Café-Concert. Il commence à composer des chansons, qu'il publie sous le nom de Burani, anagramme de son prénom Urbain. Plusieurs d'entre elles deviennent populaires : L'Assiette au beurre, La Bachelière du quartier latin, Les Pompiers de Nanterre, Le Sire de Fisch Ton Kan. Il fonde un journal satirique illustré, La Caline, et organise des représentations théâtrales pendant le siège de Paris en 1870.
Pendant la Commune de Paris de 1871, dont il est un ardent partisan, il crée la Fédération artistique (des artistes dramatiques, lyriques...) qui va organiser des concerts de soutien à la Commune.
Après quelques années passées en Belgique, il revient en France et crée La Chanson illustrée. Il y fait paraître des chansons satiriques qui lui valent trois mois de prison en 1874. Il devient ensuite chroniqueur, échotier et critique dramatique  à L'Événement, à L'Estafette et au Gil Blas.
À partir de 1877, il écrit, seul ou en collaboration, des comédies et des vaudevilles tels que Le Cabinet Piperlin, La Goguette, Le Droit du seigneur, qui connaissent un certain succès. L'action de sa comédie-vaudeville La Goguette se déroule pour une large part dans le cadre d'une goguette.
Il écrit aussi des livrets d'opéras-comiques tels que François les bas-bleus (1883) et La Fauvette du Temple (1885), musique d'André Messager, ou encore Le Roi malgré lui (1887), musique de Emmanuel Chabrier, créé à l'Opéra-Comique. Il publie dans les dernières années du siècle plusieurs recueils de contes et un roman.
Souffrant d'une grave maladie, il meurt le 9 octobre 1901 à la maison Dubois, rue du Faubourg-Saint-Denis à l'âge de 56 ans,. Il y avait reçu la rosette d’officier de l'Instruction publique. Il est inhumé au cimetière de Levallois-Perret.

## Publications

### Théâtre
- La Goguette, vaudeville-opérette en 3 actes, avec Hippolyte Raymond, musique de Antonin Louis, théâtre de l'Athénée-Comique, 13 avril 1877.
- Les Boniments de l'année, revue en 4 actes et 10 tableaux, dont un prologue, avec William Busnach, Athénée-Comique, 28 décembre 1877.
- Le Cabinet Piperlin, comédie-bouffe en 3 actes, avec Hippolyte Raymond, Athénée-Comique, 5 avril 1878.
- Le Droit du seigneur, opéra-comique en 3 actes, avec Maxime Boucheron, musique de Léon Vasseur, théâtre des Fantaisies-Parisiennes, 13 décembre 1878.
- Babel-revue, revue en 4 actes et 11 tableaux, précédée de l'Esprit en bouteilles, prologue en 2 tableaux, avec Édouard Philippe, Athénée-Comique, 10 janvier 1879.
- Monsieur ? comédie-bouffe en 3 actes, avec Paul-Armand Silvestre, Athénée-Comique, 24 octobre 1879.
- Le Billet de logement, opéra-comique en 3 actes, avec Maxime Boucheron, musique de Léon Vasseur, Paris, Fantaisies-Parisiennes, 15 novembre 1879.
- La Cantinière, pièce en 3 actes, avec Félix Ribeyre[5], musique de Robert Planquette, théâtre des Nouveautés, 26 octobre 1880.

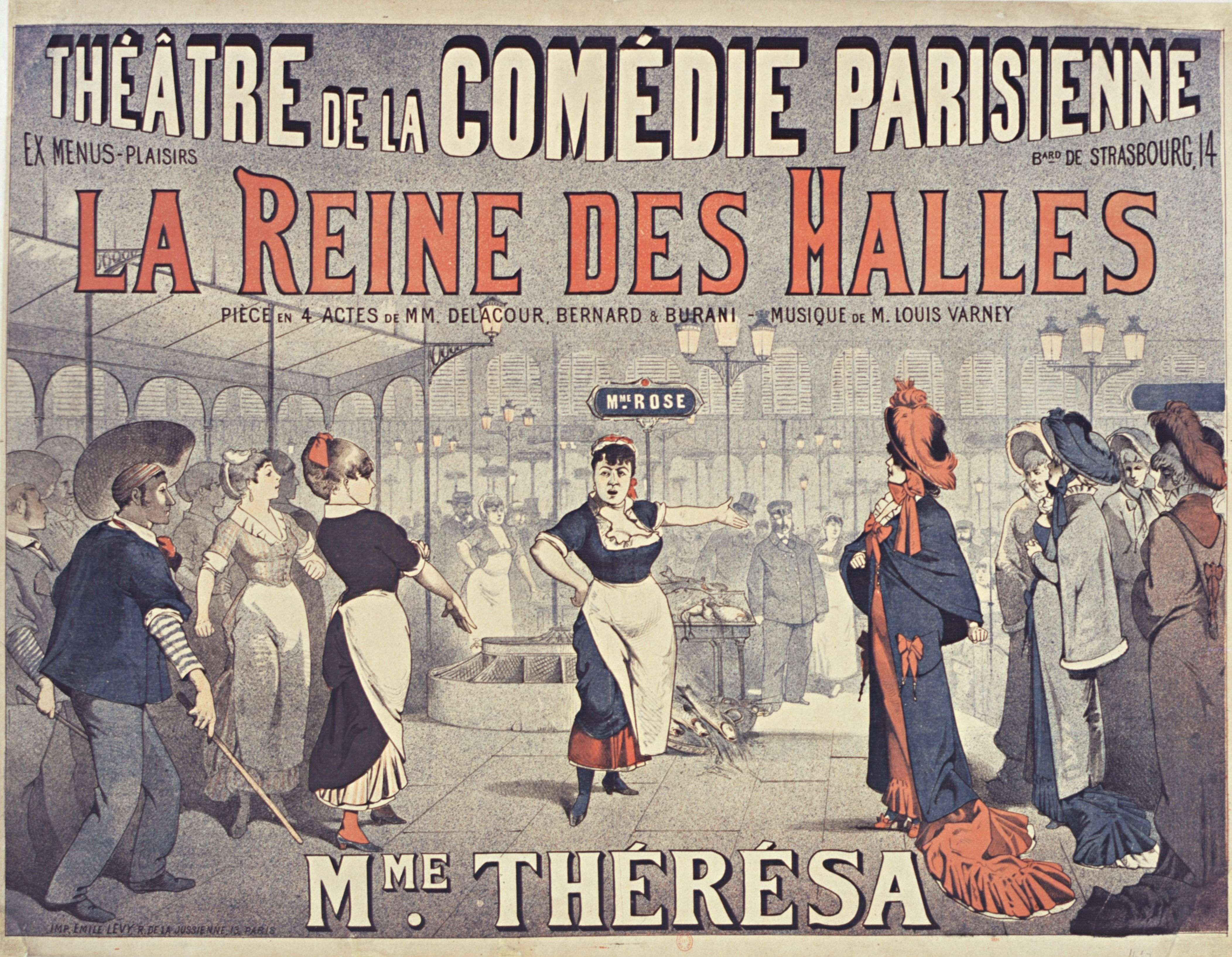
La Reine des Halles à la Comédie-Parisienne (1881)

- La Reine des Halles, pièce en 3 actes et 4 tableaux, avec Alfred Delacour, musique de Louis Varney, Comédie-Parisienne, 4 avril 1881.
- Madame Grégoire, pièce en 3 actes, avec Maurice Ordonneau, théâtre des Arts, 20 mai 1881 .
- Tant mieux pour elle, revue en 3 actes, 6 tableaux, avec Henry Buguet et E. Brault, Paris, Comédie-Parisienne, 21 décembre 1881.
- La Mille et Deuxième Nuit, opéra bouffe en trois actes, livret de Paul Burani et Richard Lesclide, musique de Lucien Poujade, Grand Théâtre de Reims, le 27 décembre 1882.
- Le Téléphone, vaudeville en 1 acte, avec Hippolyte Raymond, Athénée-Comique, 8 novembre 1882.
- La Barbière improvisee, opéra-comique en 1 acte, avec Jules Montini, musique de Joseph O'Kelly, salle Herz, 10 décembre 1882, salle Érard, 22 février 1883 puis Bouffes-Parisiens, 19 avril 1884.
- Le Réveil de Vénus, comédie en 3 actes, avec Maurice Ordonneau et Henri Cermoise, Athénée-Comique, 20 décembre 1882.
- François les bas-bleus, opéra-comique en 3 actes, avec Ernest Dubreuil et Eugène Humbert, musique de Firmin Bernicat, terminée par André Messager, théâtre des Folies-Dramatiques, 8 novembre 1883.
- Fanfreluche, opéra-comique en 3 actes, avec Gaston Hirsch et Saint-Arroman, musique de Gaston Serpette, théâtre de la Renaissance, 16 décembre 1883.
- Le Mariage au tambour, opéra-comique en 3 actes et 6 tableaux, d'après Alexandre Dumas, Adolphe de Leuven et Brunswick, musique de Léon Vasseur, théâtre du Châtelet, 4 avril 1885.
- Mon oncle ! comédie-bouffe en 3 actes, avec Maurice Ordonneau, théâtre Cluny, 5 octobre 1885[6].
- La Fauvette du Temple, opéra-comique en 3 actes, avec Eugène Humbert, musique d'André Messager, Folies-Dramatiques, 17 novembre 1885.
- Rigobert, vaudeville en 3 actes, avec Ernest Grenet-Dancourt, théâtre de Cluny, 16 février 1887.
- Le Bourgeois de Calais, opéra comique en 3 actes, avec Ernest Dubreuil, musique de André Messager, Folies-Dramatiques, 6 avril 1887.
- Le Roi malgré lui, opéra-comique en 3 actes, d'après une pièce de Jacques-François Ancelot, avec Émile de Najac, musique de Emmanuel Chabrier, théâtre de l'Opéra-Comique, 18 mai 1887.
- Le Puits qui parle, opéra-comique en 3 actes, avec Alexandre Beaume, musique d'Edmond Audran, théâtre des Nouveautés, 15 mars 1888.
- La Belle Sophie, opéra-bouffe en 3 actes, avec Eugène Adenis, musique d'Édouard Missa, théâtre des Menus-Plaisirs, 11 avril 1888.
- Le Prince Soleil, pièce en 4 actes, avec Hippolyte Raymond, musique de Léon Vasseur, théâtre du Châtelet, 11 juillet 1889.
- L'Élève du Conservatoire, vaudeville-opérette en 3 actes, avec Henri Kéroul, musique de Léopold de Wenzel, Menus-Plaisirs, 29 novembre 1894.
- Rivoli, opéra-comique en 3 actes, musique d'André WormserFolies-Dramatiques, 30 octobre 1896.
- Les 28 Jours de Champignolette, opérette militaire en 1 acte, musique de Robert Planquette, théâtre de la République puis Alcazar de Marseille, 1897.

### Divers
- Guide-manuel de la civilité française : ou Nouveau code de la politesse et du savoir-vivre, indiquant la manière de se conduire comme il faut chez soi, dans le monde et dans toutes les circonstances de la vie, Paris, Le Bailly, 1879, 144 p., 1 vol. in-18 (OCLC 23412510, lire en ligne sur Gallica).
- Les Contes de la chambrée, no 1 à 302, 1895-1902.
- Les Romans joyeux, 11 vol., 1899.

- Les Hétaïres, roman historique et d'aventures passionnelles, 1901.

## Source biographique
- Georges Moreau (dir.), La Revue universelle, Paris, Librairie Larousse, année 1901, p. 1030.